# Bogatić
Bogatić (serbocroata cirílico: Богатић) es un municipio y pueblo de Serbia perteneciente al distrito de Mačva del oeste del país.
En 2011 tenía 28 843 habitantes, de los cuales 6488 vivían en el pueblo y el resto en las 13 pedanías del municipio. La gran mayoría de la población se compone étnicamente de serbios (27 517 habitantes), existiendo una minoría de gitanos (514 habitantes).
Se ubica unos 15 km al noroeste de Šabac.

## Pedanías
Junto con Bogatić, pertenecen al municipio las siguientes pedanías:
- Badovinci
- Banovo Polje
- Belotić
- Glogovac
- Glušci
- Dublje
- Klenje
- Metković
- Očage
- Salaš Crnobarski
- Sovljak
- Uzveće
- Crna Bara